# Aleksander Hochberg
Alexander Friedrich Wilhelm Georg Konrad Ernst Maximilian von Hochberg, przezywany Lexelem, znany w Polsce jako Aleksander Pszczyński (ur. 1 lutego 1905 w Londynie, zm. 22 lutego 1984 na Majorce) – niemiecko-polski książę pszczyński (niem. Fürst von Pless), pochodzący z hrabiowskiej linii śląskiego rodu Hochbergów. Żołnierz 2 Korpusu Polskiego, weteran bitwy o Monte Cassino .

## Życiorys
Urodzony 1 lutego 1905 w Londynie, jako drugi syn Jana Henryka XV von Pless i Marii Teresy Cornwallis-West. Jego starszym bratem był Jan Henryk XVII Hochberg .

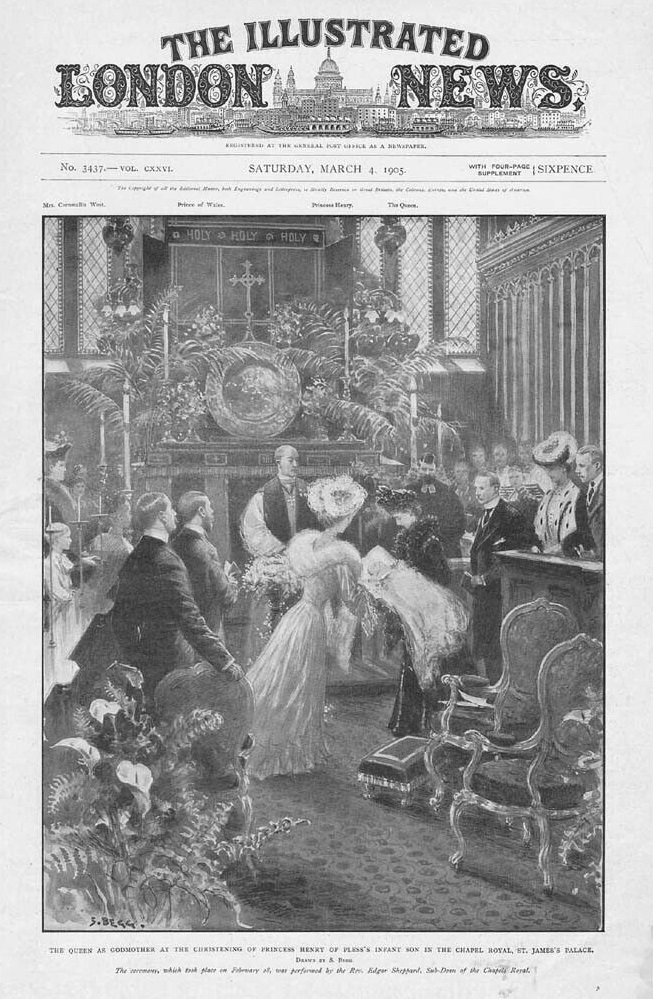
Chrzest Aleksandra Hochberga 28 lutego 1905 –
"jedynka" Sports Illustrated z 4 marca 1905

28 lutego 1905 na chrzcie otrzymał imiona Alexander Friedrich Wilhelm Georg Konrad Ernst Maximilian dla upamiętnienia chrzestnych, którymi byli brytyjska królowa Aleksandra, niemiecki następca tronu – królewicz Wilhelm oraz Jerzy V – książę Walii i późniejszy król Zjednoczonego Królestwa Wielkiej Brytanii i Irlandii. Jako że w kręgach arystokratycznych przyjęte było trzymanie dziecka do chrztu w kilka par, matka i brat księżnej Daisy oraz babka Oliwia byli dalszymi chrzestnymi .
Ceremonia ta odbyła się w Kaplicy Królewskiej Pałacu św. Jakuba (ang. The Chapel Royal of The St. James's Palace) przy Pall Mall w City of Westminster w Wielkim Londynie, pięknie udekorowanej ulubionymi kwiatami księżnej – liliami i margerytkami. Dziecko, przykryte brukselskimi koronkami z welonu ślubnego jego prababki Lady Oliwii FitzPatrick z d. Taylour (tego samego, który jego matka – księżna Daisy i jej siostra Shelagh miały na swoich ślubach), ochrzczono wodą z Jordanu.  Wydarzeniu temu „The Illustrated London News” poświęcił stronę tytułową. Z pamiętników jego matki wynika, że miał podobne oczy do swojej mamy, a także iż „Wszyscy się nim zachwycali i całowali” .
Być może z uwagi na mnogość jego imion, rodzina nazywała go Lexel .

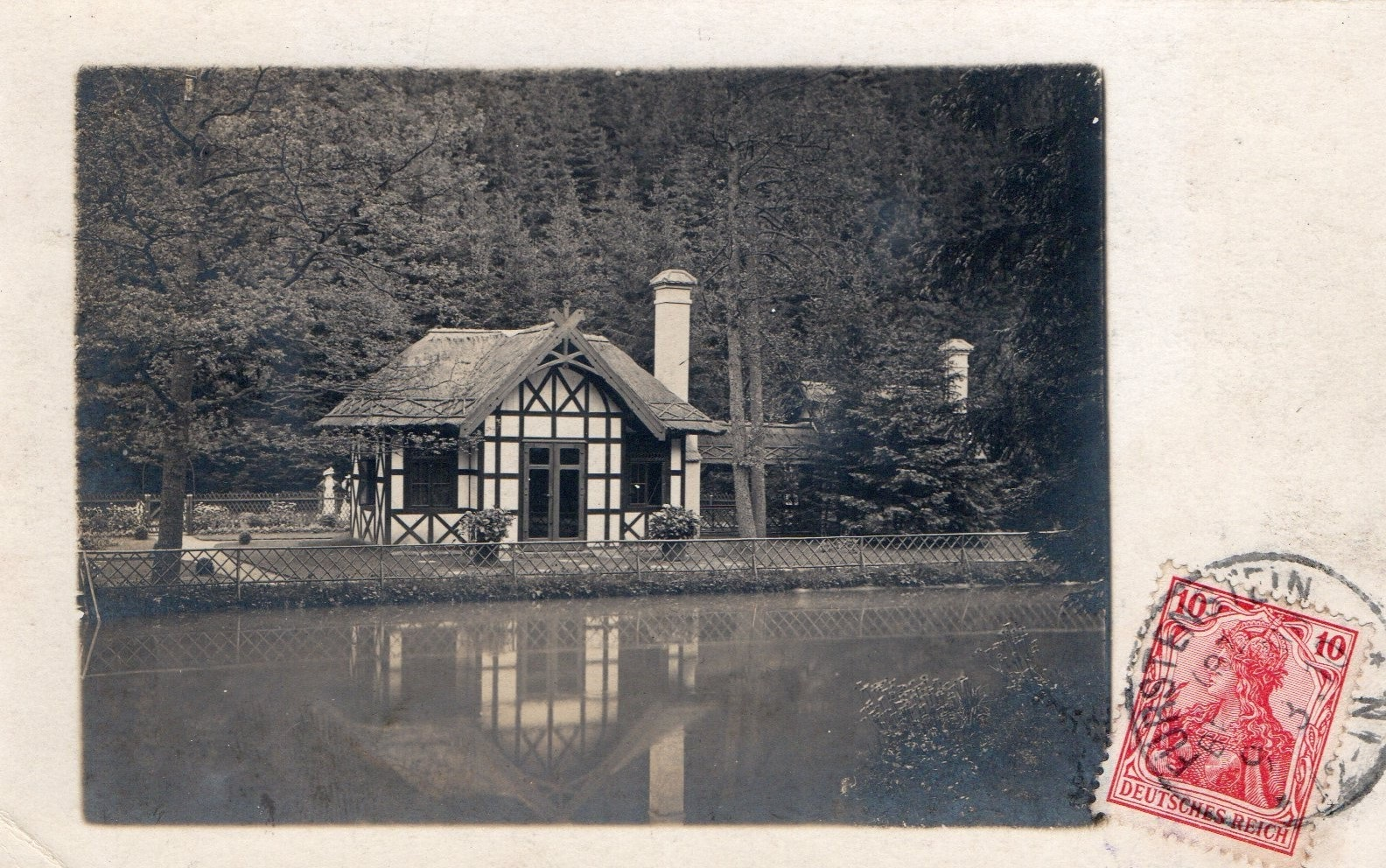
Herbaciarnia Lila Klub

W 1924 stał się jednym z głównych bohaterów wałbrzyskiego skandalu obyczajowego. Sześciu mężczyzn (Aleksander, graf Werner von der Schulenburg, czeladnik rzeźnicki Fritz Langner, zecer Rudolf Nimptsch, pomocnik biurowy Fritz Wähner oraz krawiec Ernst Dünnebier) zostało oskarżonych o organizowanie homoseksualnych orgii w herbaciarni Lila Klub zamku Książ. Von Hochberg został skazany na 2 miesiące więzienia.
W 1927 ojciec wysłał go do Londynu, gdzie miał studiować bankowość na Uniwersytecie w Oxfordzie. Po dwóch latach Alexander zrezygnował z nauki i w 1929 zaczął praktykę w Barclays Bank w Londynie. Po jej przerwaniu wrócił do matki do Monachium. Z inicjatywy matki zaręczył się z córką królowej rumuńskiej Marii, Ileaną, jednak strona rumuńska zerwała zaręczyny po wyjściu na jaw „afery Hochberg–Schulenburg–Langner”.
Na początku lat trzydziestych wstąpił do Oddziałów Szturmowych NSDAP (niem. Sturmabteilung, SA). Po stłumieniu puczu Röhma (1934) został wykluczony z tej organizacji i wyjechał z Niemiec do Polski. Ze względu na tryb życia stale odczuwał brak pieniędzy (m.in. zastawił osobistą biżuterię i futra matki). Dążąc do zawładnięcia rodzinnym majątkiem odsunął od zarządzania nim starszego brata Jana Henryka XVII. Ostatecznie w 1936 został generalnym pełnomocnikiem ojca w dobrach pszczyńskich, a następnie spadkobiercą {\displaystyle \scriptstyle {\frac {47}{80}}} całego majątku książąt pszczyńskich. Pozostawał w opozycji do sanacji, z którą toczył spory o dziedziczony majątek.
Dzień przed wybuchem II wojny światowej opuścił Pszczynę i przez Warszawę dotarł do Francji. Tam trafił do generała Władysława Sikorskiego i wstąpił do polskiego wojska. Jako Aleksander Pszczyński służył w sztabie jako tłumacz i brał udział w walkach na Bliskim Wschodzie i we Włoszech, m.in. pod Monte Cassino, dosłużył się stopnia podporucznika Wojska Polskiego. Przez pewien czas był w osobistej ochronie gen. Sikorskiego.
Po demobilizacji osiadł na Majorce w miejscowości Pollensa. Wrócił do nazwiska Hochberg, zrzekł się polskiego obywatelstwa i starał się walczyć o odzyskanie rodowego majątku lub ekwiwalentu pieniężnego. Zmarł bezpotomnie 22 lutego 1984 i został pochowany na cmentarzu w miejscowości Pollensa. Tam też miejsce wiecznego spoczynku znalazł partner życiowy Alexandra, Max, z którym mieszkał wiele lat i którego usynowił, a także zapisał mu swój majątek. 
Alexander był tytularnym księciem pszczyńskim przez niecałe 4 tygodnie po śmierci brata Jana Henryka XVII, także zmarłego w 1984. Następcą Aleksandra został jego bratanek, Bolko Hochberg von Pless (zm. 2022).

## Odznaczenia
- Brązowy Krzyż Zasługi z Mieczami
- Krzyż Pamiątkowy Monte Cassino